# De Soto Township (Illinois)
Die De Soto Township ist eine von 16 Townships im Jackson County im Südwesten des US-amerikanischen Bundesstaates Illinois. Im Jahr 2010 hatte die De Soto Township 2388 Einwohner.

## Geografie
Die De Soto Township liegt rund 35 km östlich des Mississippi, der die Grenze zu Missouri bildet. Die Mündung des Ohio an der Schnittstelle der Bundesstaaten Illinois, Missouri und Kentucky befindet sich rund 100 km südlich.
Die De Soto Township liegt auf 37°49′02″ nördlicher Breite und 89°13′47″ westlicher Länge und erstreckt sich über 98,38 km², die sich auf 97,22 km² Land- und 1,16 km² Wasserfläche verteilen. Innerhalb der Township mündet der Little Muddy in den Big Muddy River, einen linken Nebenfluss des Mississippi.
Die De Soto Township liegt im Osten des Jackson County und grenzt im Nordosten an das Franklin und im Osten an das Williamson County. Innerhalb des Jackson County grenzt die De Soto Township im Süden an die Carbondale Township, im Südwesten an die Murphysboro Township, im Westen an die Somerset Township, im Nordwesten an die Vergennes Township sowie im Norden an die Elk Township.

## Verkehr
Im Zentrum der De Soto Township kreuzt der in Nord-Süd-Richtung verlaufende U.S. Highway 51 die von West nach Ost führende Illinois State Route 149. Alle weiteren Straßen sind County Roads oder weiter untergeordnete und zum Teil unbefestigte Fahrwege.
Parallel zum Highway 51 verläuft eine Eisenbahnlinie der früheren Illinois Central Railroad, die heute zur Canadian National Railway gehört. Diese Strecke wird auch von Amtrak genutzt. In der Mitte der Township wird die Strecke von einer Linie der Union Pacific Railroad gekreuzt.
Mit dem Southern Illinois Airport befindet sich am Südwestrand der De Soto Township ein Regionalflughafen. Der nächstgelegene größere Flughafen ist der Lambert-Saint Louis International Airport (rund 170 km nordwestlich).

## Demografische Daten
Nach der Volkszählung im Jahr 2010 lebten in der De Soto Township 2388 Menschen in 986 Haushalten. Die Bevölkerungsdichte betrug 24,6 Einwohner pro Quadratkilometer. In den 986 Haushalten lebten statistisch je 2,36 Personen. 
Ethnisch betrachtet setzte sich die Bevölkerung zusammen aus 93,0 Prozent Weißen, 2,7 Prozent Afroamerikanern, 1,0 Prozent amerikanischen Ureinwohnern, 0,5 Prozent Asiaten sowie 0,5 Prozent aus anderen ethnischen Gruppen; 2,1 Prozent stammten von zwei oder mehr Ethnien ab. Unabhängig von der ethnischen Zugehörigkeit waren 2,1 Prozent der Bevölkerung spanischer oder lateinamerikanischer Abstammung. 
23,2 Prozent der Bevölkerung waren unter 18 Jahre alt, 65,8 Prozent waren zwischen 18 und 64 und 11,0 Prozent waren 65 Jahre oder älter. 51,0 Prozent der Bevölkerung war weiblich.
Das mittlere jährliche Einkommen eines Haushalts lag bei 32.036 USD. Das Pro-Kopf-Einkommen betrug 18.856 USD. 17,7 Prozent der Einwohner lebten unterhalb der Armutsgrenze.

## Ortschaften
Neben Streubesiedlung existieren in der De Soto Township folgende beiden Siedlungen:
- De Soto (Village)
- Reeds Station (Unincorporated Community)